# Округ Ле Суер (Минесота)
Ле Суер (енгл. Le Sueur County) је округ у америчкој савезној држави Минесота.

## Демографија
По попису из 2010. године број становника је 27.703, што је 2.277 (9,0%) становника више него 2000. године.
| Група             | 2000.          | 2010.          |
| Белци             | 24.097 (94,8%) | 25.691 (92,7%) |
| Афроамериканци    | 38 (0,1%)      | 94 (0,3%)      |
| Азијати           | 77 (0,3%)      | 161 (0,6%)     |
| Хиспаноамериканци | 997 (3,9%)     | 1.444 (5,2%)   |
| Укупно            | 25.426         | 27.703         |